# کرد کرمانج

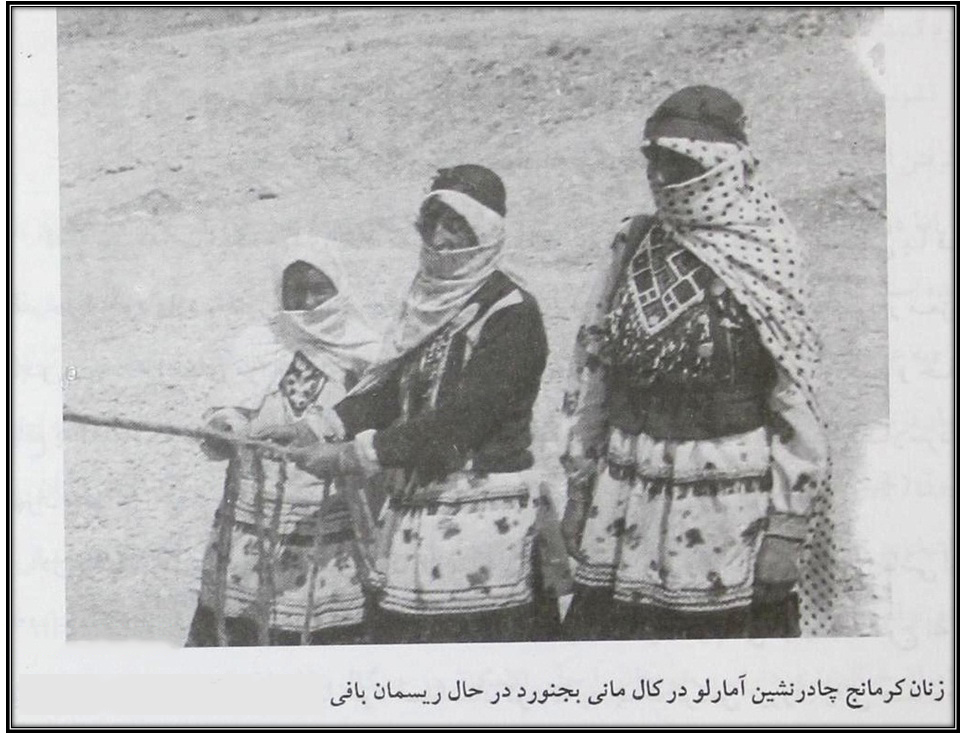
زنان کُرد کرمانج خراسان در حال ریسمان بافی

کُرمانج یا کِرمانج نام یکی از گروه‌های قومی مردم کُرد است که به زبان کُردی گویش کرمانجی سخن می‌گویند. کرمانج‌ها پرجمعیت‌ترین گروه قومی در میان مردم کُرد هستند و تقریباً نیمی از جمعیت مردم کُرد را تشکیل می‌دهند و در هر چهار بخش کردستان پراکنده‌اند. کردهای کرمانج در ترکیه در کردستان ترکیه در شرق و جنوب‌شرقی این کشور، در سوریه در کردستان سوریه در شمال و شمال‌غربی این کشور، در عراق در کردستان عراق در شمال این کشور و در ایران در دو ناحیۀ مجزا در شمال‌غربی و شمال‌شرقی این کشور شامل مناطق آذربایجان و خراسان و به‌طور مشخص در شمال و مرکز استان آذربایجان غربی و خراسان شمالی و شمال خراسان رضویپراکنده‌اند. با این وجود کردهای کرمانج‌ها در برخی مناطق دیگر ایران همچون خلخال در جنوب اردبیل، نواحی‌ای از بلوچستان و سیستان و در ناحیهٔ دماوند (تهران) به‌ویژه در روستای جابان، سربندان و خسروان و در شهرستان رودبار استان گیلان به‌ویژه عمارلو در دهستان جیرنده و خورگام ساکن هستند و برخی از مردم مناطق دیگر مانند ایل ملکشاهی در استان ایلام نیز اصلیت کرمانج دارند. علاوه بر این بسیاری از کشورهای آسیای میانه و اروپا نیز جوامع چندصد هزار نفری کُردهای کرمانج را در خود جای داده‌اند. از نظر مذهبی بخشی از کردهای کرمانج اهل تسنن، برخی شیعه، برخی علوی و برخی ایزدی هستند.

## وجه تسمیه
واژهٔ کُرمانج یا کِرمانج، همچنین گاه در تلفظ شفاهی دیگر تیره‌های کردها خلاصه شده و کِرماج یا کِرمان نیز گفته می‌شود. همچنین ممکن است در کردی شمالی به صورت کُردمانج تلفظ و نگاشته شود.
مایکل چایِت در واژه‌نامهٔ کردی کرمانجی-انگلیسی خود نوشته که در میان کردهای ترکیه واژهٔ کرمانج به روستاییان غیرعشایر گفته می‌شود، اما در کردستان عراق به بخشی از بزرگان قبایل اطلاق می‌شود.
این واژه همچنین در معنای روستایی و رعیت به کار می‌رود.
ولادیمیر مینورسکی واژهٔ کرمانج را متشکل از دو بخش کُرد و مانایی/مانتیانی (manneans/mantianoi) دانسته و چنین فرض کرده که کردهای کرمانج در گذشته‌های بسیار دور از ادغام دو قبیلهٔ کرتیویی و مرتیویی (Kyrtioï and the Mardoï) پدید آمده‌اند. همچنین نیکولاس مار زبان‌شناس گرجی این واژه را با واژهٔ ارمنی (Armenian) مرتبط دانسته و این فرض را مطرح کرده که واژهٔ هار+مِن، به صورت کار+مِنچ و سپس کار+مِنج درآمده و به مرور کُرمانج تلفظ شده‌است.

## جمعیت
کُرد کرمانج که به کُردهای شمال نیز معروف است کم و بیش حدود ۵۷٪ تمام کُردهای جهان را که امروزه در بیش از ۳۰ کشور جهان پراکنده‌اند شامل می‌شود. در آذربایجان غربی نیز در شهرستان‌های ارومیه، سلماس، خوی، ماکو، پلدشت و … جمعیت بزرگی از کُردهای کرمانج زندگی می‌کنند. 

## لهجه‌ها
گویش کردی کرمانجی دارای لهجه‌های گوناگونی مانند جلالی، شکاکی، هرکی، دری (با فارسی دری اشتباه گرفته نشود) و بادینی (بادینانی) است.
به لحاظ زبانی همانند ویژگی‌های فیزیکی و رفتاری، کُردها در تمام شاخه‌ها شباهت بسیار دارند اما عمده تفاوت لهجه‌های آنان این است که به ترتیب از نقاط جنوبی به سمت شمال زبان کردی به طرف ساده‌تر شدن و خلاصه‌گویی پیش می‌رود. کُردهای کرمانج خراسان نیز به تبع این تغییر با زبانی ساده‌تر و اختصارگراتر سخن می‌گویند و گرچه متأثر از زبان فارسی و عربی دخل و تصرفاتی در آن به عمل آمده، اما برای کُردهای کرمانج دیگر نقاط جهان به راحتی قابل فهم و مکالمه است.

## کُردهای کرمانج خراسان

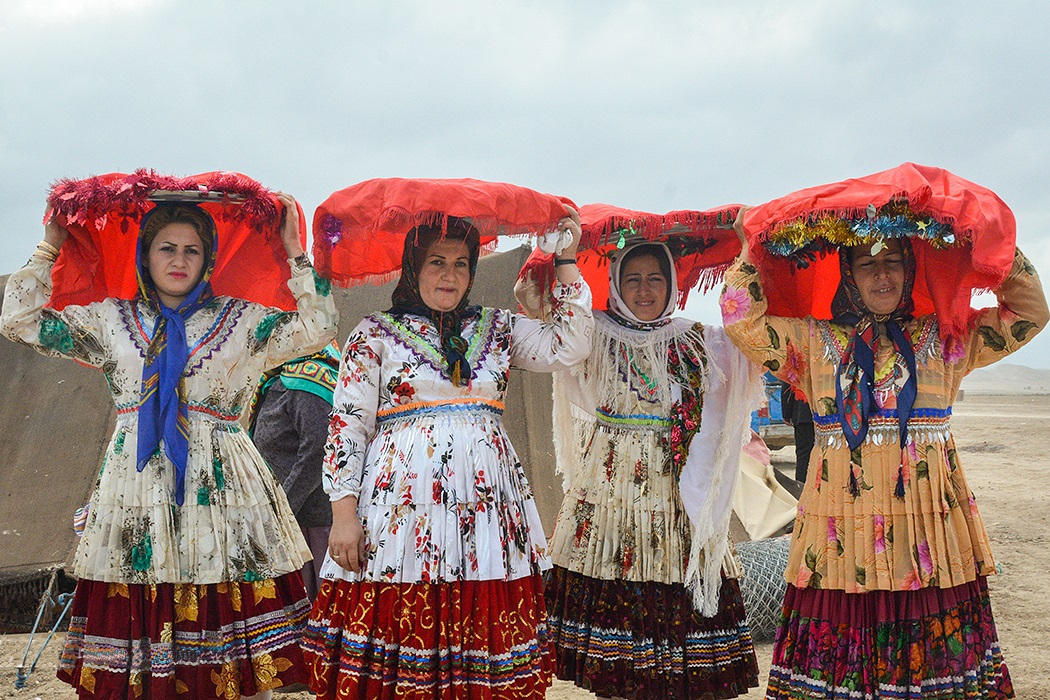
زنان کُرد کرمانج آمادهٔ حضور در مراسم عروسی، خراسان شمالی

بخشی از کُردهای کرمانج در زمان صفویان به مناطق شمال‌شرقی ایران کوچانده شده‌اند که امروزه در شهرها و روستاهای شمال خراسان رضوی و خراسان شمالی سکونت دارند. در خراسان شهرهای قوچان، نیشابور، شیروان، بجنورد، اسفراین، فاروج، آشخانه، چناران، کلات و درگز از مهم‌ترین شهرهای سکونت کُردهای کرمانج است. گروهی از کردهای کرمانج تبعیدی به خراسان نیز پس از تثبیت خط مرزی در کشور ترکمنستان قرار گرفته‌اند که همچنان به زبان کُردی کرمانجی تکلم دارند و در مناطق جنوبی این کشور از جمله شهر فیروزه زندگی می‌کنند. از مهم‌ترین طوایف کُرد کرمانج خراسان می‌توان به ایل بزرگ توپکانلو، قهرمانلو، ایل زعفرانلو، بیچرانلو، بریوانلو، ایزانلو، کیوانلو، قاچکانلو، شادلو، اسماعیلی، رجبیان اشاره کرد. کنفدراسیون ایل ملکشاهی چمزی (بزرگ‌ترین ایل استان ایلام) نیز از مهم‌ترین بازماندگان کُردهای کرمانج چمشگزک محسوب می‌شود.

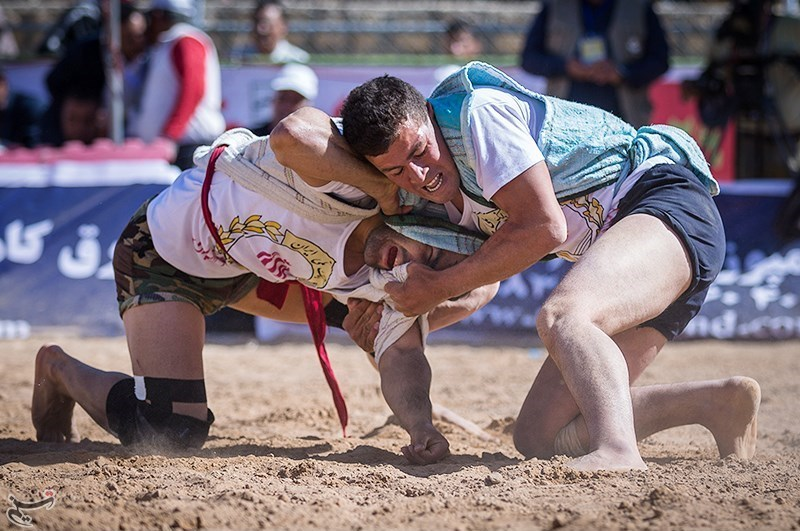
کشتی با چوخه در گود زینل خان اسفراین، ۱۳۹۷. این ورزش میان کُردهای خراسان محبوب و رایج است.

کُردهای کرمانج خراسان به لحاظ مذهبی، برخلاف کُردهای کرمانج آذربایجان که سنی مذهب هستند، تماماً شیعه مذهبند. مهم‌ترین نقاط اسکان کُردهای کرمانج در خراسان عبارتند از شهرهای: قوچان، بجنورد، اسفراین، شیروان، مشهد، چناران، فاروج، درگز، کلات، آشخانه، مانه و سملقان، باجگیران، نیشابور، سبزوار کلاته، اینچه ساوبلاغ، حاج‌نصیر و … در گذشته حضور کُردهای کرمانج در روستاها نمود بیشتری داشت، چرا که اغلب آنان به مشاغلی همچون دامداری و کشاورزی مشغول و بالتبع ناگزیر از زندگی کوچ‌نشینی و روستانشینی بودند. مهم‌ترین ییلاقات عشایر این قوم شامل رشته‌کوه‌های گُلیل، هزارمسجد، آلاداغ، مراوه‌تپه و شاه‌جهان است. ورزش اصلی مردم کرمانج مخصوصاً در خراسان کشتی با چوخه می‌باشد که در طول سال در بسیاری از شهرهای کُرد کرمانج‌نشین برگزار می‌شود و مهم‌ترین رقابت آن همه ساله در چهاردهم فروردین در گود زینل‌خان اسفراین برگزار می‌شود.

## فرهنگ و هنر

### رقص‌های کُردی کرمانجی
اکثر مناطق کُرد (کرمانج) نشین در ایران، در شمال‌غرب کشور، از جمله در شهرستان‌های منطقه‌های آذربایجان شرقی و آذربایجان غربی؛ خلخال، ارومیه، سلماس، خوی، ماکو، شوط، پلدشت، چایپاره و چالدران به جز شهرستان‌های منطقه خراسان، همانند کُردهای جنوبی و مرکزی به صورت حلقه و دست در دست هم می‌رقصند؛ معمولاً بهترین رقصنده، زن یا مرد، نقش رهبری گروه، سرچوپی‌کِش (سه‌چۆپی‌کێش)، را به عهده می‌گیرد.
سرچوپی‌کِش اولین نفر حلقه رقصندگان است. او با انجام ماهرانه حرکات نمایشی توسط دستمالی که در دست راست خود دارد و نیز به کمک اصواتی هیجان انگیز و گاهی با کلام ضمن افزودن بر هیجان رقصندگان مسئولیت تنظیم سرعت و ریتم حرکت گروه را بر عهده می‌گیرد. قرار گرفتن در این نقش جذابیت فراوانی دارد و رقصنده را در موقعیت بهتری نسبت به مابقی گروه قرار می‌دهد. سرچوپی‌کش گاهی برای ایجاد نشاط بیشتر می‌تواند از حلقه رقص جدا شده و با توجه به تبحر خویش حرکات نمایشی فردی نیز انجام دهد.
بقیه گروه در حالیکه دست‌هایشان رو به زمین و در امتداد دو پهلویشان قرار دارد پنجه در پنجه رقصندگان مجاور ایجاد حلقه‌ای پیوسته می‌کنند. مطلوب‌ترین حالت قرار گرفتن رقصندگان به صورت (گندم و جو) یا به عبارتی یک زن و یک مرد به صورت یک در میان است. گاوانی آخرین رقصنده گروه است که هرچند نقش زیادی در ایجاد ریتم و نشاط رقص دارد اما کمتر کسی راغب به قرار گرفتن در این نقش است. این رقص همانند رقص مردم نواحی شام و کرانه مدیترانه، معروف به دبکه است.
اما، کردهای کرمانج منطقه خراسان، بر خلاف کُردهای دیگر نواحی، دست‌ها را به یکدیگر گره نمی‌کنند؛ یا، دست‌ها را بر شانهٔ هم نمی‌گذارند. بلکه، هر بازیگر حرکات موزون گروهی را به تنهایی اجرا می‌کند. این حرکات «گل و غنچه» نامیده می‌شود. جمع و باز شدن دایره که به چرخش‌های نیم دایره‌ای و پیچش مچ و دست زیبایی و شکوه خاصی به بازی‌ها می‌بخشد. این نوع رقص در تمام استان خراسان رایج است. قوشمه (دوسازه)نوازان مشهور خراسان شمالی که در بین مردم شناخته شده‌اند، علی آبچوری، بهاری و منوچهر یزدانی هستند.

### سه‌خشتی
سه‌خشتی یک قالب شعری رایج در ادبیات مردمان کرمانج است که در قالب سه مصراع هشت هجایی سروده می‌شود. «خشت» در زبان کرمانجی به معنی مصراع است و سه‌خشتی یعنی سه مصراعی و اطلاق آن بر ترانه‌ها و اشعاری است که از سه مصراع هم‌وزن و هم‌قافیه تشکیل شده‌است. این نوع شعر معمولاً از سه پاره با هشت هجا و گاه اندکی بیشتر تا ده هجا تشکیل می‌شود که هجای چهارم آن با وقفه‌ای مشخص همراه است و به زبان کُردی کرمانجی سروده و خوانده می‌شود.
واژه‌های استفاده‌شده در سه‌خشتی‌ها برگرفته از زندگی روزمره و طبیعت پیرامون سراینده آن هستند که ماهرانه و نمادین جلوه یافته‌اند و طیف گسترده‌ای از موضوعات هم‌چون باورهای دینی و قومی، پیوندهای تاریخی، آمال و آرزوها، حسرت و ناکامی، طلسم و جادو، دل‌مشغولی‌های فردی، طبیعت، کوچ‌نشینی و… را دربر می‌گیرند. با توجه به محدود بودن قالب سه‌خشتی به سه مصراع، موضوعات به‌شکلی اشاره‌وار و نشانه‌ای بیان می‌شوند و پیام آن‌ها به یاری صناعات ادبی گوناگون و صورت‌های خیال هم‌چون تشبیه، استعاره، مجاز و کنایه منتقل می‌شود.

## نگارخانه

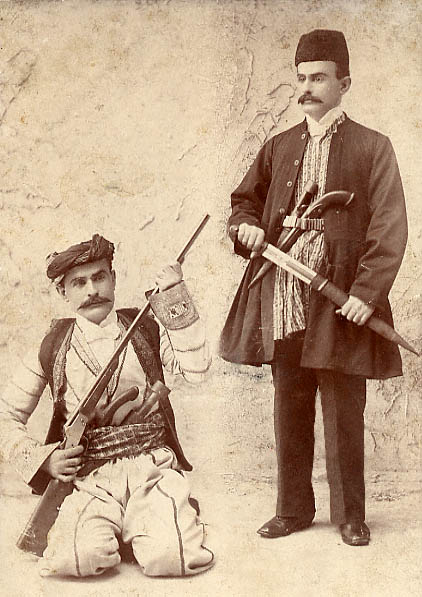
تصویری از پوشش مرد کرد کرمانج (سمت چپ) در ارومیه سال ۱۸۹۴ میلادی
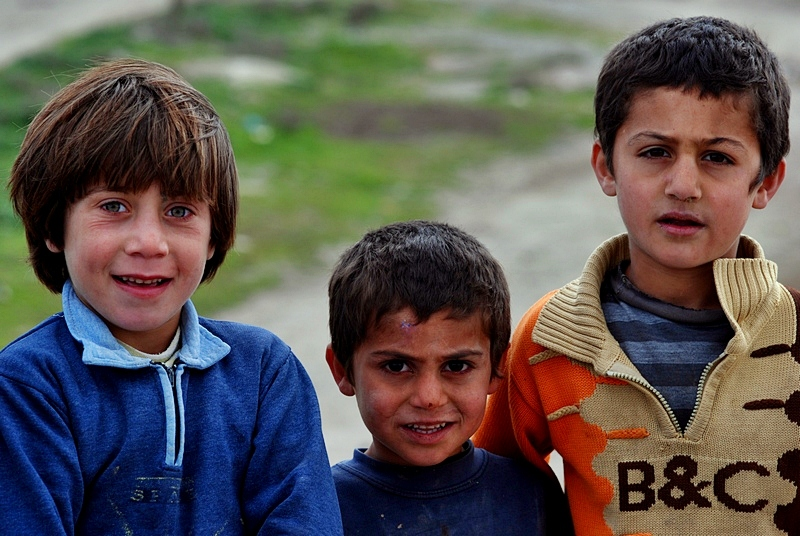
سه پسر کرد کرمانج در کُردستان ترکیه
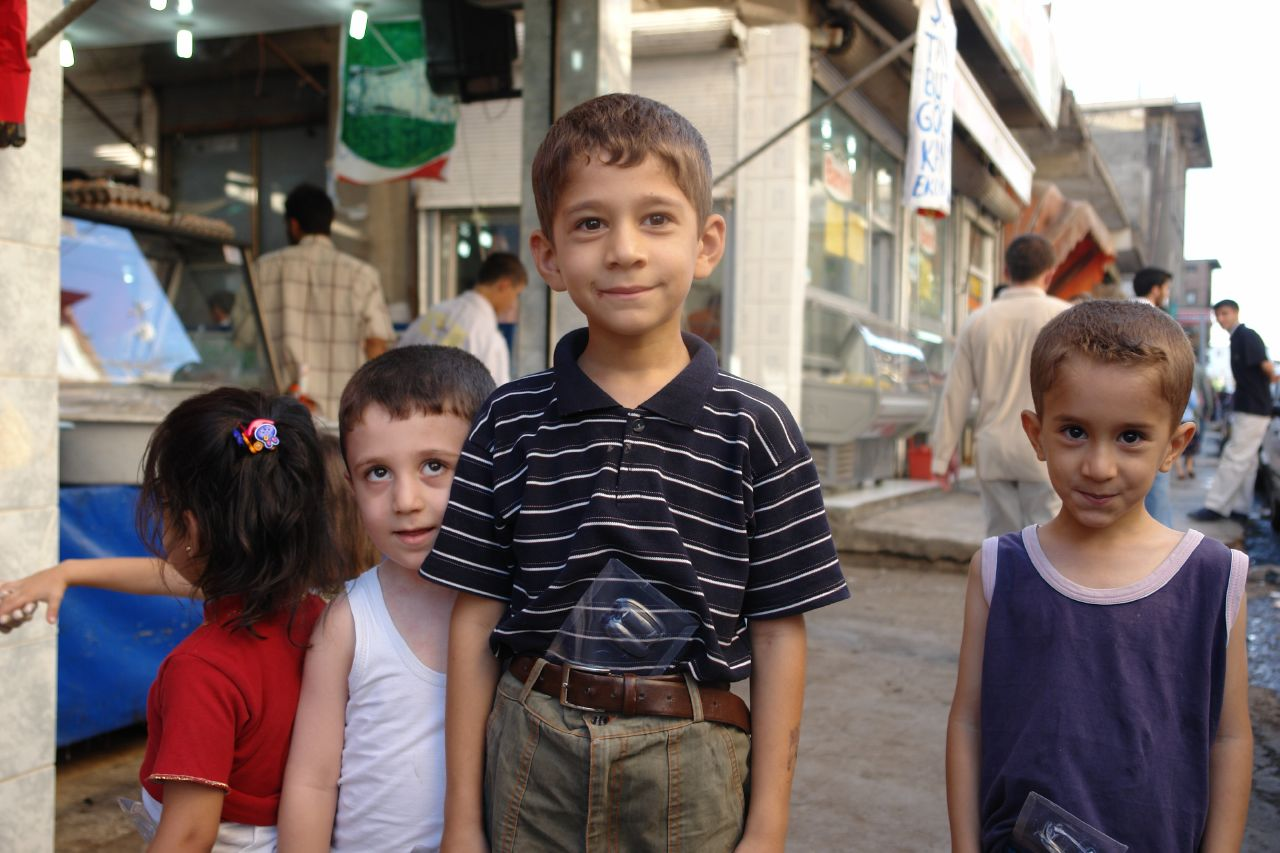
پسران کرد کرمانج در دیاربکر